# Acanthobrama telavivensis
Acanthobrama telavivensis е вид сладководна лъчеперка от семейство Шаранови (Cyprinidae). Видът е световно застрашен, със статут Уязвим.

## Разпространение
Видът е разпространен само в Израел, в системата на река Яркон.